# Roskilde Festival 2010
Roskilde Festival 2010 var en festival, som fandt sted i perioden 1.-4. juli med warm-up fra 27. juni.
Det var den 40. Roskilde Festival, hvilket blev markeret, bl.a. med en jubilæumskoncert af Den Sorte Skole på Arena scenen.

## Optrædende kunstnere
Følgende kunstnere spillede på festivalen:
| - Afenginn (DK) - Alice in Chains (US) - Bad Lieutenant (UK) - Blackie And The Rodeo Kings (CAN) - Boban i Marko Markovic Orkestar (SER) - C.V. Jørgensen (DK) - Casiokids (N) - CéU (BRA) - Choc Quib Town (COL) - Converge (US) - Dizzy Mizz Lizzy (DK) - Dulsori (KOR) - Efterklang (DK) - Electrojuice (DK) - Florence and the Machine (UK) - FM Belfast (ISL) - Gallows(UK) - Gorillaz (UK) | - Jack Johnson (US) - Kasabian (UK) - Kashmir (DK) - Killswitch Engage (US) - Kings of Convenience (N) - The Kissaway Trail (DK) - LCD Soundsystem (US) - Lindstrøm & Christabelle (N) - Motörhead (UK) - Muse (UK) - The National (US) - Nephew (DK) - John Olav Nilsen & Gjengen (NOR) - NOFX (US) - Paramore (US) - Patti Smith med band (US) - Pavement (US) - Porcupine Tree(UK) - Prince (US) | - The Prodigy (UK) - Robyn (S) - The Rumour Said Fire (DK) - Schlachthofbronx (DE) - Serena-Maneesh (S) - Shantel & Bucovina Club Orkestar (DE) - Sick of It All (US) - Sólstafir (ISL) - The Temper Trap (AUS) - Tech N9ne (US) - Them Crooked Vultures (US) - Tinariwen (MALI) - Titus Andronicus (US) - Turboweekend (DK) - Valient Thorr (US) - Vampire Weekend (US) - Van Dyke Parks (US) - When Saints Go Machine (DK) - Wild Beasts (UK) - Wooden Shjips (US) |